# Philorene
Philorene is een geslacht van weekdieren uit de klasse van de Gastropoda (slakken).

## Soort
- Philorene texturata W. R. B. Oliver, 1915